# Чирковское сельское поселение (Тюменская область)
Чирковское се́льское поселе́ние — муниципальное образование в Казанском районе Тюменской области Российской Федерации.
Административный центр — деревня Чирки.

## История
Статус и границы сельского поселения установлены Законом Тюменской области от 5 ноября 2004 года № 263 «Об установлении границ муниципальных образований Тюменской области и наделении их статусом муниципального района, городского округа и сельского поселения».

## Население
| 2010 | 2011 | 2012 | 2013 | 2014 | 2015 | 2016 |
| ---- | ---- | ---- | ---- | ---- | ---- | ---- |
| 604  | →604 | ↘600 | ↘584 | ↗588 | ↘579 | ↘571 |
| 2017 | 2018 | 2019 | 2020 | 2021 |      |      |
| ↗572 | ↘553 | ↗556 | ↘552 | ↗661 |      |      |

## Состав сельского поселения
| № | Населённый пункт | Тип населённого пункта          | Население |
| - | ---------------- | ------------------------------- | --------- |
| 1 | Дальнетравное    | деревня                         | 168       |
| 2 | Чирки            | деревня, административный центр | 436       |